# 马尔科·赞基
马尔科·赞基（義大利語：Marco Zanchi，1977年4月15日—），意大利男子足球运动员，司职后卫。他曾代表意大利国奥队参加2000年夏季奥林匹克运动会足球比赛，获得第五名。